# Trachelas tranquillus
Trachelas tranquillus är en spindelart som först beskrevs av Nicholas Marcellus Hentz 1847.  Trachelas tranquillus ingår i släktet Trachelas och familjen flinkspindlar. Inga underarter finns listade i Catalogue of Life.